# Sabrina D'Angelo
Sabrina D'Angelo (Welland, 11 maggio 1993) è una calciatrice canadese, portiere dell'Aston Villa e della nazionale canadese.

## Palmarès

### Club
- National Women's Soccer League: 1

North Carolina Courage: 2018
- FA Women's League Cup: 2

Arsenal: 2022-2023, 2023-2024

### Nazionale
- Algarve Cup: 1

2016
- Bronzo olimpico: 1

Rio de Janeiro 2016